# Partito della Libertà d'Albania
Il Partito della Libertà d'Albania (in albanese Partia e Lirisë së Shqipërisë – PL), noto fino al 25 luglio 2022 come Movimento Socialista per l'Integrazione (in albanese Lëvizja Socialiste për integrim – LSI) è un partito politico social democratico dell'Albania. È stato fondato da Ilir Meta il 6 settembre 2004.

## Storia
Alle elezioni parlamentari del 2005  ottenne cinque seggi al Parlamento. 
Alle elezioni parlamentari del 2009 LSI diede vita all'Alleanza Socialista per l'Integrazione (Aleanca Socialiste për Integrim). L'Alleanza ottenne il 5,5% dei voti, dei quali il solo LSI ottenne il 4,8%, eleggendo quattro deputati. LSI si pose, in tal modo, come la terza forza politica del paese, dopo il PS, socialdemocratici, (40,8%) ed il PDSH, conservatori, (40%).
Inaspettatamente, LSI entrò a far parte del nuovo governo insieme a PDSH, PR (nazional-conservatori) e PDI (regionalisti).
Alle elezioni parlamentari del 2013 LSI si presentò, insieme al PS, all'interno della coalizione di centro-sinistra "Alleanza per un'Albania Europea". LSI ottenne il 10,44% e quadruplicò i propri seggi, conquistandone 16. L'ASHE nel complesso ottenne 85 seggi su 140.
Alle elezioni parlamentari del 2017 LSI, che nel frattempo aveva rotto l'alleanza con il PS, ottenne il 14,28% dei voti e 19 seggi.
Alle elezioni parlamentari del 2021 LSI ottenne il 6,81% dei voti e 4 seggi.

## Struttura

### Presidenti
Ilir Meta ha fondato il partito ed è rimasto leader del partito fino al 30 aprile 2017. Il 28 aprile 2017 è stato eletto 7º Presidente dell'Albania e ha lasciato il partito. Petrit Vasili, figura di spicco all'interno del partito, ha ricoperto il ruolo di leader del partito, fino al 29 giugno, rassegnando le dimissioni dopo i risultati elettorali. Monika Kryemadhi, la moglie di Meta, è stata poi votata come leader del partito. Sebbene sia la moglie dell'allora presidente Meta, ha rifiutato di assumere la carica onorifica di First Lady d'Albania, concedendo l'incarico alla figlia maggiore. Il 25 luglio 2022 Meta è tornato alla guida del partito come leader dopo la fine della sua presidenza. Successivamente, il nome del partito fu cambiato in Partito della Libertà.
| N°  | Presidente | Presidente              | Inizio mandato   | Fine mandato   | Durata               |
| --- | ---------- | ----------------------- | ---------------- | -------------- | -------------------- |
| 1   |            | Ilir Meta (1969)        | 6 settembre 2004 | 30 aprile 2017 | 12 anni e 236 giorni |
| 2   |            | Petrit Vasili (1958)    | 30 aprile 2017   | 29 giugno 2017 | 0 anni e 60 giorni   |
| 3   |            | Monika Kryemadhi (1974) | 29 giugno 2017   | 25 luglio 2022 | 5 anni e 26 giorni   |
| (1) |            | Ilir Meta (1969)        | 25 luglio 2022   | in carica      | 2 anni e 341 giorni  |

## Risultati elettorali
| Elezioni          | Voti    | Seggi    |
| ----------------- | ------- | -------- |
| Parlamentari 2005 | 227 247 | 5 / 140  |
| Parlamentari 2009 | 73 678  | 4 / 140  |
| Parlamentari 2013 | 180 470 | 16 / 140 |
| Parlamentari 2017 | 225 901 | 19 / 140 |
| Parlamentari 2021 | 107 536 | 4 / 140  |